# PSY 6 (Six Rules), Part 1
Albums de Psy
PSY Five
(2010) PSY's Best 6th Part 2
(2012)
Singles
1. Gangnam Style
Sortie : 15 juillet 2012

PSY 6 (Six Rules), Part 1 est un EP du rappeur sud-coréen Psy. L'album est divisé en 2 parties, la première partie est sortie le 15 juillet 2012. La deuxième partie sort en novembre 2012. L'album s'est vendu à 67 913 exemplaires en Corée du Sud.

## Liste des pistes
| 1. | Blue Frog (청개구리) (featuring G-Dragon)                   | 3:27 |
| 2. | Passionate Goodbye ((뜨거운 안녕) (featuring Sung Si Kyung) | 3:28 |
| 3. | Gangnam Style (강남스타일)                                  | 3:39 |
| 4. | Year of 77 (77학개론) (featuring LeeSsang & Kim Jin Pyo)    | 4:39 |
| 5. | What Would Have Been? (어땠을까) (featuring Park Jung Hyun) | 4:03 |
| 6. | Never Say Goodbye (featuring Yoon Do Hyun)                  | 3:21 |

## Classement par pays

### Classement albums
| Classement                                     | Meilleure position |
| ---------------------------------------------- | ------------------ |
| Japon Oricon albums                            | 93                 |
| Corée du Sud Gaon album chart                  | 1                  |
| Corée du Sud Gaon domestic album chart         | 2                  |
| Corée du Sud Gaon Mensuel album chart          | 5                  |
| Corée du Sud Gaon Mensuel domestic album chart | 5                  |

Les ventes proviennent de la version coréenne (import).

#### Autres chansons classées
| Passionate Goodbye     | 4  | 6  |
| What Should Have Been? | 9  | 7  |
| Blue Frog              | 9  | 17 |
| Year of 77             | 10 | 13 |
| Never Say Goodbye      | 14 | 29 |